# Fengshan
Fengshan (chiń. upr. 凤山区; chiń. trad. 鳳山區; pinyin Fèngshān qū; Wade-Giles Fengshan ch'ü; pe̍h-ōe-jī Hōng-soaⁿ) – dzielnica (chiń. 區, qū) w rejonie Fengshan miasta wydzielonego Kaohsiung na Tajwanie. 
23 czerwca 2009 komitet przy Ministrze Spraw Wewnętrznych Republiki Chińskiej zarekomendował scalenie dotychczasowego powiatu Kaohsiung (chiń. trad. 高雄縣; pinyin Gāoxióng xiàn) i miasta wydzielonego Kaohsiung (chiń. trad. 高雄直轄市; pinyin Gāoxióng zhíxiáshì) w jedno miasto wydzielone; wszystkie gminy wiejskie (chiń. 鄉, xiāng), jak Fengshan, miejskie oraz miasta wchodzące w skład powiatu zostały przekształcone w dzielnice (chiń. 區, qū). Ustawa weszła w życie 25 grudnia 2010 roku.
Populacja dzielnicy Fengshan w 2016 roku liczyła 357 768 mieszkańców – 182 119 kobiet i 175 649 mężczyzn. Liczba gospodarstw domowych wynosiła 138 800, co oznacza, że w jednym gospodarstwie zamieszkiwało średnio 2,58 osób.

## Demografia (2011–2016)
| Rok  | Liczba ludności | Gęstość zaludnienia | Kobiety | Mężczyźni | Gospodarstwa domowe |
| ---- | --------------- | ------------------- | ------- | --------- | ------------------- |
| 2011 | 345 346         | 12 905              | 173 860 | 171 486   | 129 337             |
| 2012 | 349 816         | 13 072              | 176 609 | 173 207   | 131 913             |
| 2013 | 352 574         | 13 175              | 178 525 | 174 049   | 134 035             |
| 2014 | 354 093         | 13 232              | 179 594 | 174 499   | 135 440             |
| 2015 | 356 320         | 13 315              | 181 170 | 175 150   | 137 162             |
| 2016 | 357 768         | 13 370              | 182 119 | 175 649   | 138 800             |